# Roca sedimentaria

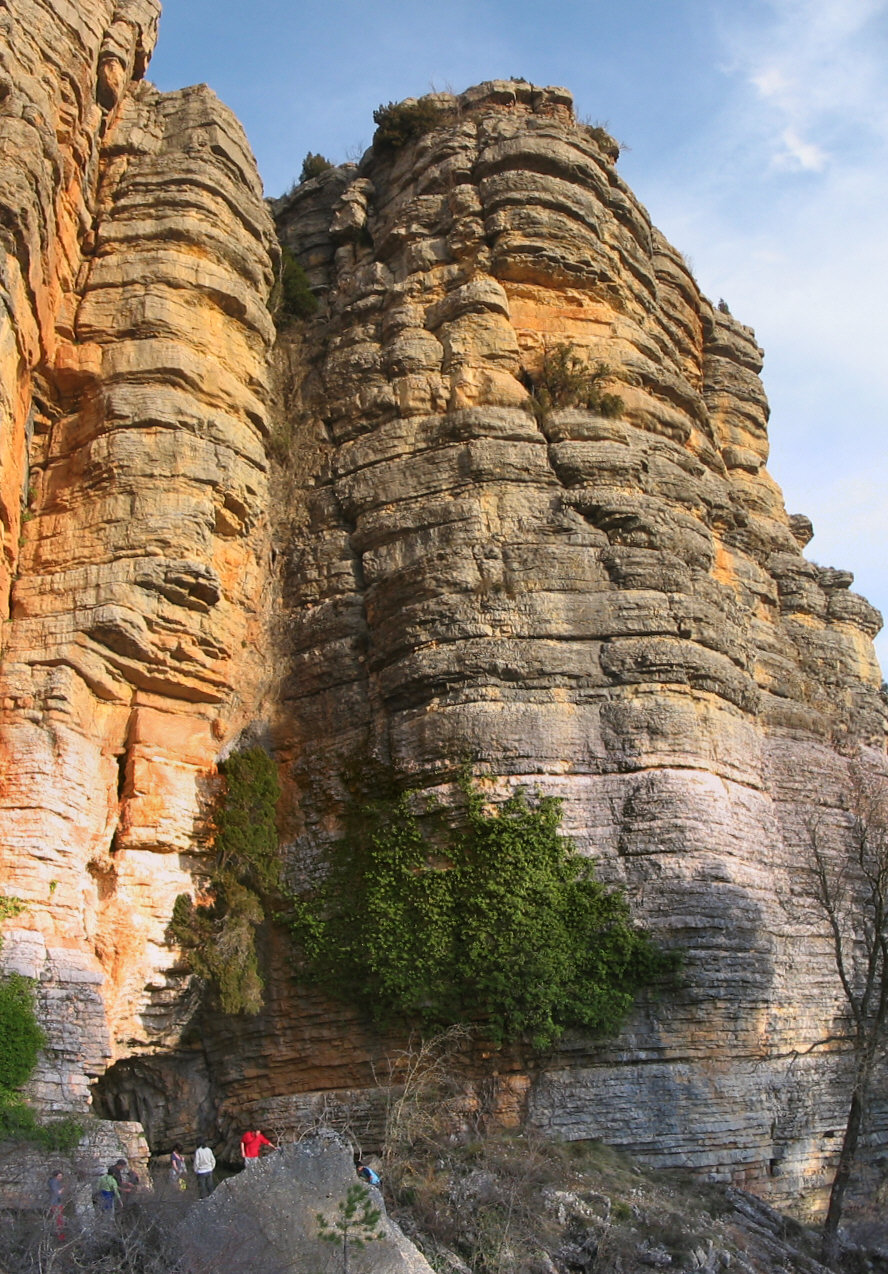
Rocas estratificadas: sedimentos dolomíticos de plataforma continental.Cretácico de Cuenca, España.

Las rocas sedimentarias son rocas que se forman por acumulación de sedimentos, formados a partir de partículas de diversos tamaños transportadas por el agua, el hielo o el viento, que son sometidos a procesos físicos y químicos (diagénesis), y que dan lugar a materiales consolidados. Las rocas sedimentarias pueden formarse a las orillas de los ríos, en el fondo de barrancos, valles, lagos, mares, y en las desembocaduras de los ríos. Se hallan dispuestas formando capas o estratos.
Existen procesos geológicos externos que actúan sobre las rocas preexistentes, estos agentes las meteorizan, transportan y depositan en diferentes lugares dependiendo del transporte (agua, viento, hielo). De igual manera, distintos organismos animales o vegetales pueden contribuir a la formación de rocas sedimentarias (fósiles). Las rocas sedimentarias pueden existir hasta una profundidad de diez kilómetros en la corteza terrestre. Estas rocas pueden presentar sus elementos constituyentes sueltos o consolidados, es decir, que han sido unidos unos a otros por procesos posteriores a la sedimentación, conocidos en conjunto como diagénesis.
Las rocas sedimentarias cubren más del 75 % de la superficie terrestre, formando una cobertura sedimentaria que se encuentra sobre rocas ígneas y, en menor medida, en metamórficas. Sin embargo su volumen total es pequeño cuando se comparan sobre todo con las rocas ígneas, que no solo forman la mayor parte de la corteza, sino la totalidad del manto.
El estudio de las rocas sedimentarias y los estratos rocosos proporciona información sobre el subsuelo que resulta útil para la ingeniería civil, por ejemplo en la construcción de carreteras, casas, túneles, canales u otras estructuras. Las rocas sedimentarias también son importantes fuentes de recursos naturales, como carbón, combustibles fósiles, agua potable y minerales.
El estudio de la secuencia de estratos de rocas sedimentarias es la principal fuente para comprender la Historia de la Tierra, incluyendo la paleogeografía, la paleoclimatología y la historia de la vida. La  disciplina científica que estudia las propiedades y el origen de las rocas sedimentarias se denomina sedimentología. La sedimentología forma parte tanto de la geología como de la geografía física y se solapa en parte con otras disciplinas de las ciencias de la Tierras, como la Pedología, la geomorfología, la geoquímica y la geología estructural.

## Procesos geológicos externos
Sobre las rocas expuestas actúan los procesos geológicos externos como la meteorización, la erosión, el transporte y la sedimentación, provocados por el medio ambiente o algún organismo, y que causan la destrucción del relieve. Los dos primeros procesos desgastan las rocas y las rompen en fragmentos cada vez más pequeños, conocidos como clastos o detritos, que son arrastrados por los ríos, el viento o los glaciares, para ser depositados en las cuencas sedimentarias, normalmente el fondo de mares y lagos; existe una relación entre el tamaño de los fragmentos y la distancia que recorre.

## Clasificación basada en el origen
.

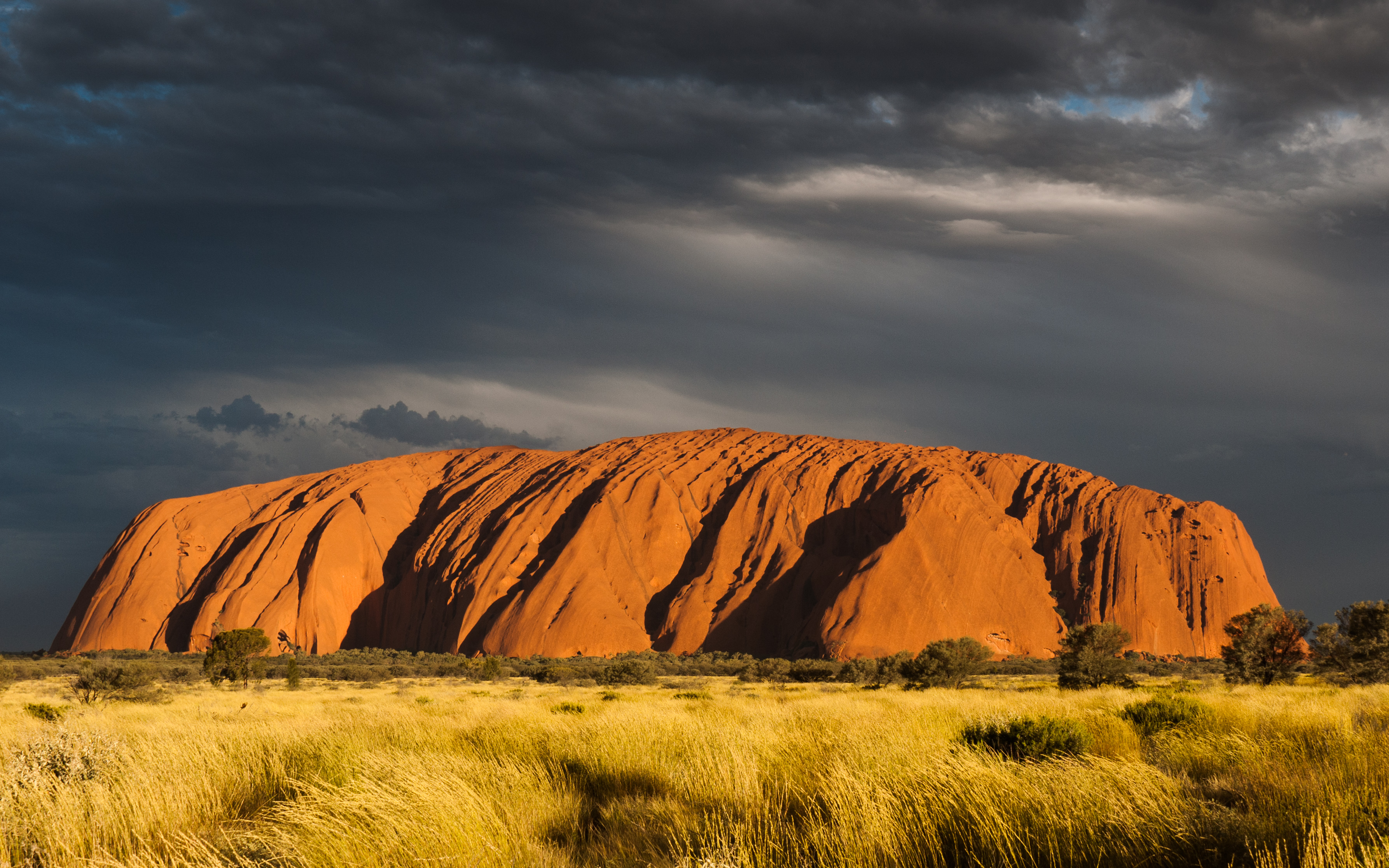
Uluru (Ayers Rock) es una gran formación de arenisca en el Territorio del Norte, Australia

Las rocas sedimentarias pueden subdividirse en cuatro grupos en función de los procesos responsables de su formación: rocas sedimentarias clásticas, rocas sedimentarias bioquímicas (biogénicas), rocas sedimentarias químicas, y una cuarta categoría para "otras" rocas sedimentarias formadas por impactos, vulcanismo y otros procesos menores.

### Rocas sedimentarias clásticas
.

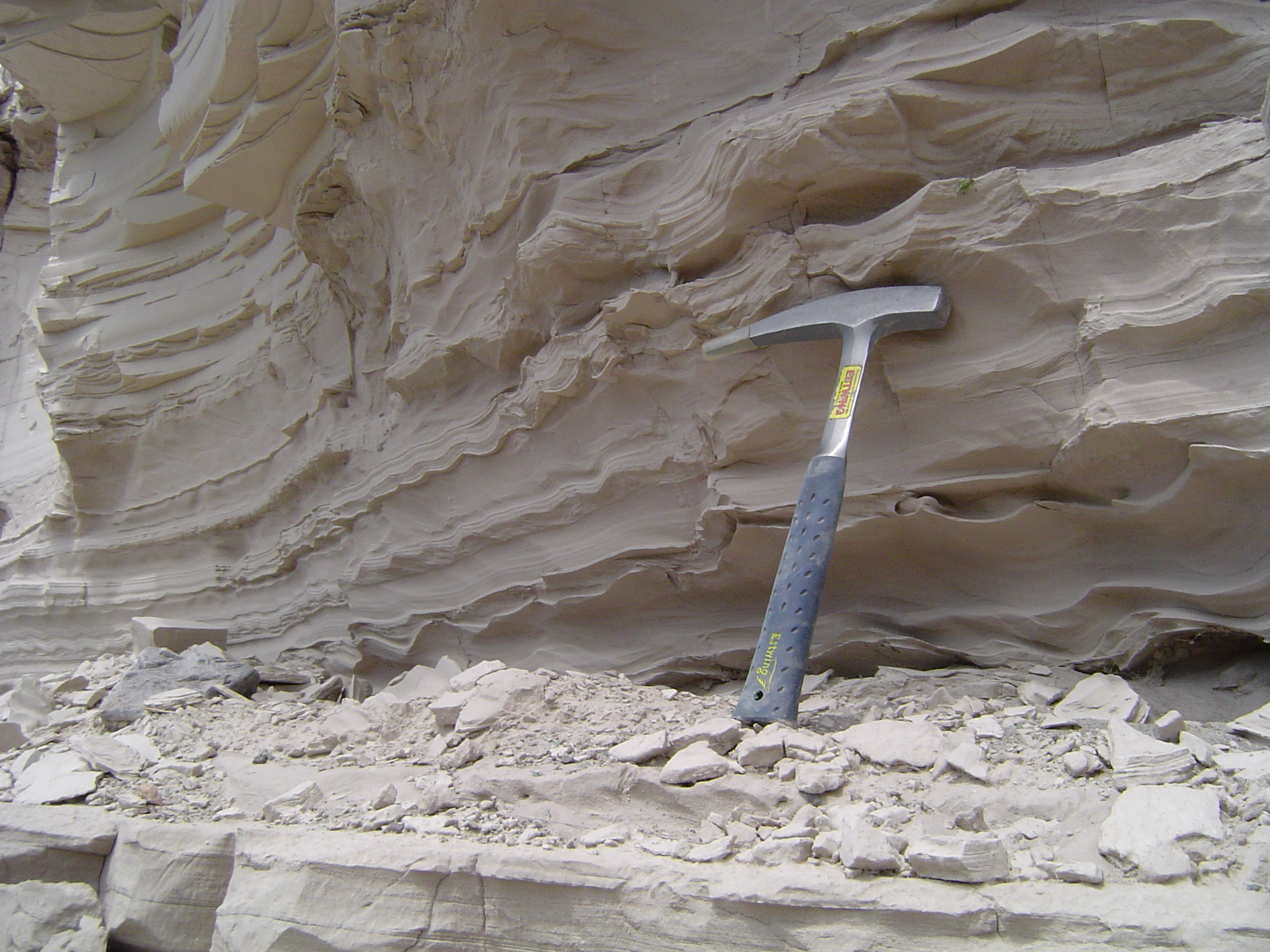
Arcillolita depositada en el Lago Glaciar Missoula, Montana, Estados Unidos. Obsérvese la estratificación muy fina y plana, común en depósitos procedentes de lechos lacustres más alejados de la fuente de sedimentos

Las rocas sedimentarias clásticas se componen de fragmentos de roca (clastos) que se han cementado entre sí. Los clastos suelen ser granos individuales de cuarzo, feldespato, minerales de arcilla o mica. Sin embargo, cualquier tipo de mineral puede estar presente. Los clastos también pueden ser fragmentos líticos compuestos por más de un mineral.
Las rocas sedimentarias clásticas se subdividen en función del tamaño de partícula dominante. La mayoría de los geólogos utilizan la escala granulométrica Udden-Wentworth y dividen los sedimentos no consolidados en tres fracciones: grava (>2 mm de diámetro), arena (1/16 a 2 mm de diámetro), y lodo (<1/16 mm de diámetro). El fango se divide a su vez en limo (de 1/16 a 1/256 mm de diámetro) y arcilla (<1/256 mm de diámetro). La clasificación de las rocas sedimentarias clásticas es paralela a este esquema; los conglomerados y  brechas están formados principalmente por grava, las areniscas están formadas principalmente por arena, y las rocas de fango están formadas principalmente por fango. Esta subdivisión tripartita se refleja en las amplias categorías de ruditas, arenitas y lutitas, respectivamente, en la literatura más antigua.
La subdivisión de estas tres grandes categorías se basa en diferencias en la forma de los clastos (conglomerados y brechas), en la composición (areniscas) o en el tamaño o textura de los granos (fangolitas).

#### Conglomerados y brechas
Los conglomerados se componen principalmente de grava redondeada, mientras que las brechas se componen principalmente de grava angular.

#### Piedras areniscas

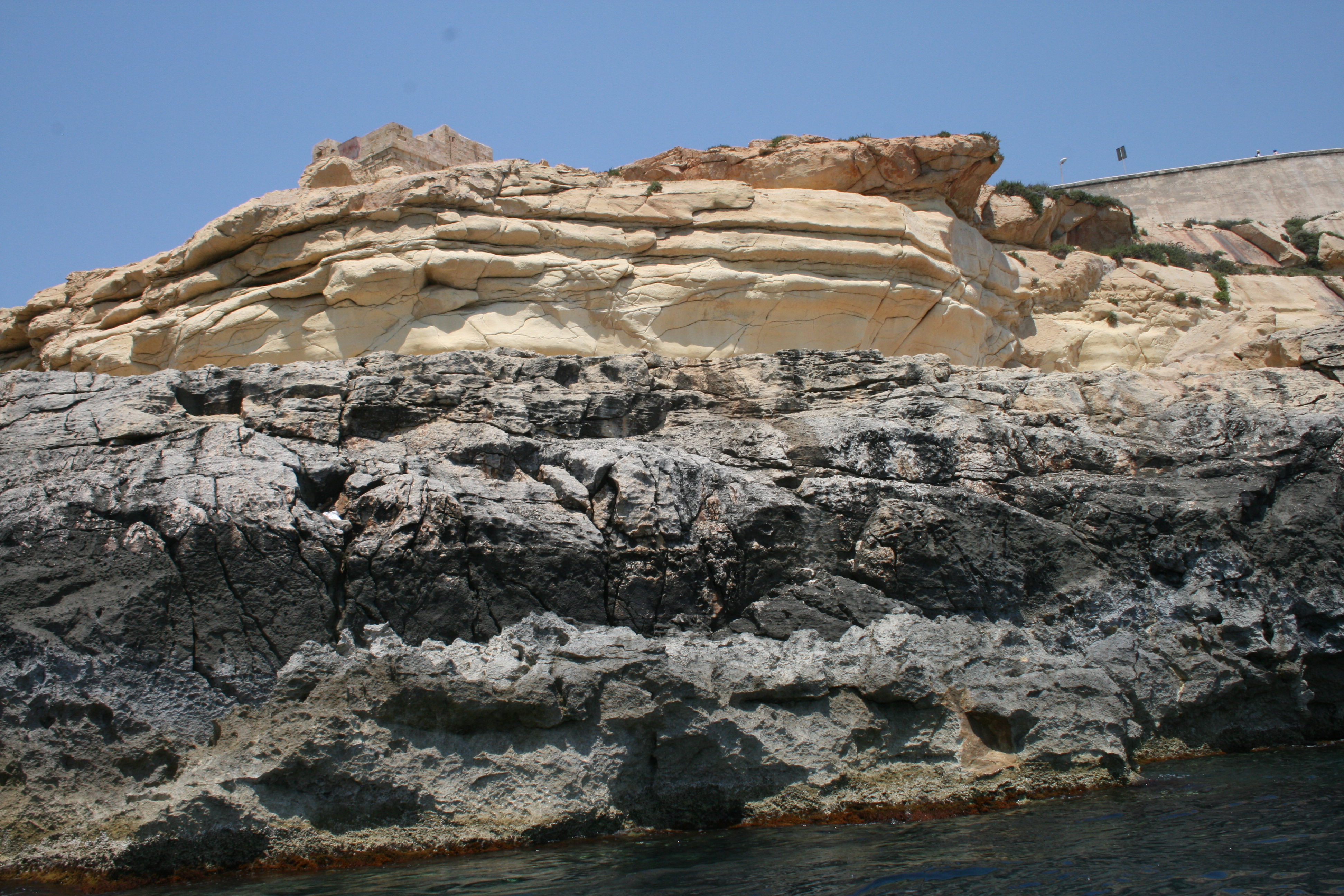
Roca sedimentaria con arenisca en Malta

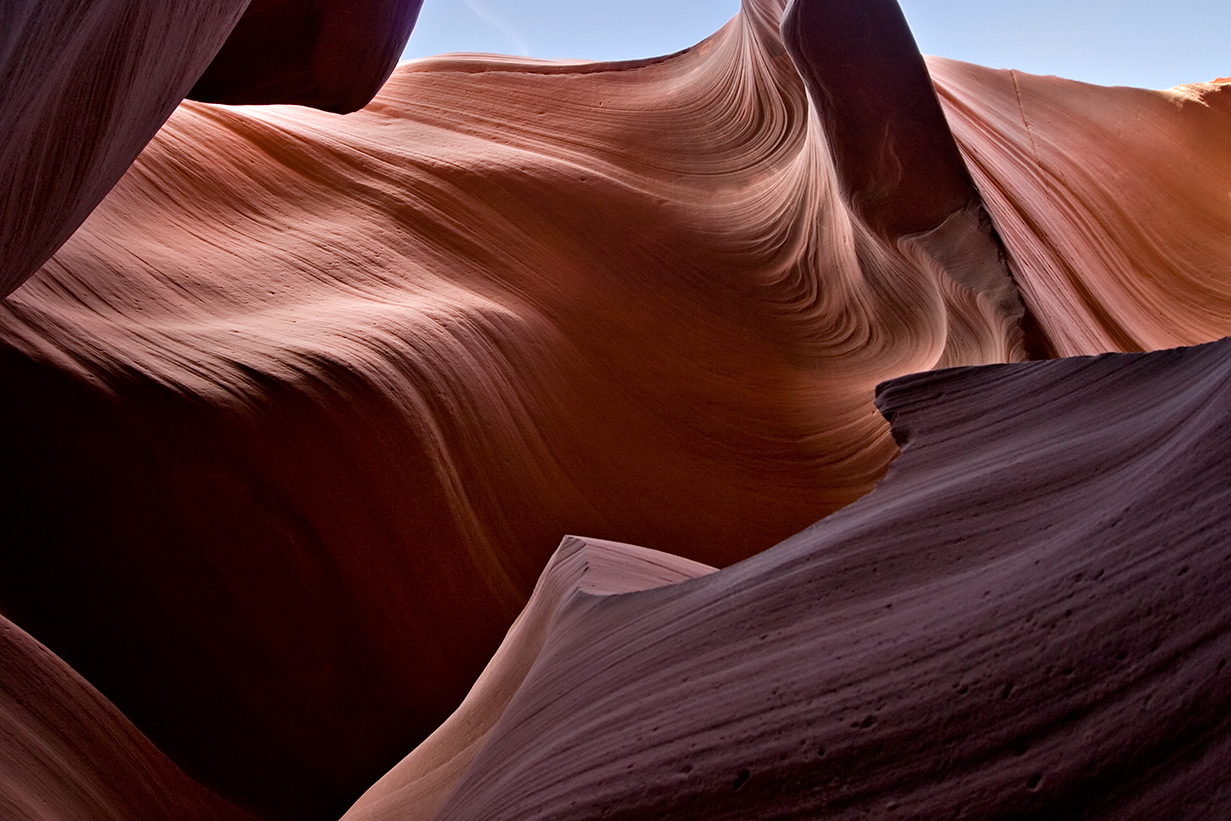
El Cañón del Antílope Inferior fue esculpido a partir de la arenisca circundante tanto por meteorización mecánica como química. El viento, la arena y el agua de las crecidas repentinas son los principales agentes meteorológicos

Los esquemas de clasificación de las areniscas varían ampliamente, pero la mayoría de los geólogos han adoptado el esquema de Dott, que utiliza la abundancia relativa de cuarzo, feldespato y granos líticos y la abundancia de una matriz fangosa entre los granos más grandes.
Composición de los granos de armazón
La abundancia relativa de granos de estructura arenosa determina la primera palabra del nombre de una arenisca. La denominación depende del predominio de los tres componentes más abundantes: cuarzo, feldespato o fragmentos líticos procedentes de otras rocas. Todos los demás minerales se consideran accesorios y no se utilizan en la denominación de la roca, independientemente de su abundancia.
- Las areniscas cuarzosas tienen >90% de granos de cuarzo
- Las areniscas feldespáticas tienen <90% de granos de cuarzo y más granos de feldespato que granos líticos
- Las areniscas líticas tienen <90% de granos de cuarzo y más granos líticos que de feldespato.

Abundancia de material de matriz fangosa entre los granos de arena
Cuando se depositan partículas del tamaño de la arena, el espacio entre los granos permanece abierto o se rellena con lodo (partículas del tamaño de limo y/o arcilla).
- Las areniscas "limpias" con espacio poroso abierto (que puede rellenarse posteriormente con material matriz) se denominan arenitas.
- Las areniscas fangosas con abundante (>10%) matriz fangosa se denominan wackes.

Son posibles seis nombres de areniscas utilizando los descriptores de la composición del grano (cuarzoso, feldespático y lítico) y la cantidad de matriz (wacke o arenita). Por ejemplo, una arenita cuarzosa estaría compuesta mayoritariamente (>90%) por granos de cuarzo y tendría poca o ninguna matriz arcillosa entre los granos, un wacke lítico tendría abundantes granos líticos y abundante matriz fangosa, etc.
Aunque el esquema de clasificación de Dott es ampliamente utilizado por los sedimentólogos, nombres comunes como grauvaca, arcosa, y arenisca cuarzosa siguen siendo ampliamente utilizados por los no especialistas y en la literatura popular.

#### Fango
Los fangos son rocas sedimentarias compuestas al menos en un 50% por partículas de tamaño limo y arcilla. Estas partículas de grano relativamente fino suelen ser transportadas por flujo turbulento en el agua o el aire, y se depositan cuando el flujo se calma y las partículas se depositan en suspensión.
La mayoría de los autores utilizan actualmente el término "roca de fango" para referirse a todas las rocas compuestas predominantemente de fango. Los fangos pueden dividirse en limolitas, compuestas principalmente por partículas de tamaño limo; fangolitas con una mezcla subigual de partículas de tamaño limo y arcilla; y arcillitas, compuestas principalmente por partículas de tamaño arcilla. La mayoría de los autores utilizan "esquisto" como término para una fisil roca fangosa (independientemente del tamaño de grano) aunque alguna bibliografía más antigua utiliza el término "esquisto" como sinónimo de roca fangosa.

### Rocas sedimentarias bioquímicas

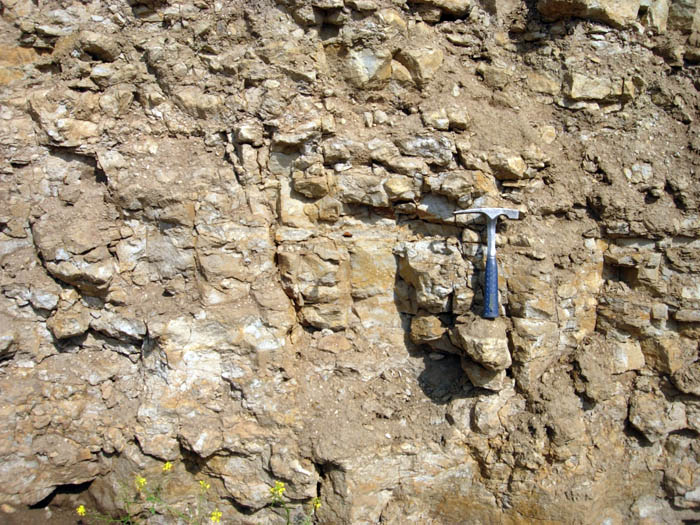
Afloramiento de lutita bituminosa del Ordovícico del norte de Estonia

Las rocas sedimentarias bioquímicas se crean cuando los organismos utilizan materiales disueltos en el aire o el agua para construir sus tejidos. Algunos ejemplos son:
- La mayoría de los tipos de caliza se forman a partir de los esqueletos calcáreos de organismos como corales, moluscos y foraminíferos.
- Carbón, formado a partir de plantas que han extraído carbono de la atmósfera y lo han combinado con otros elementos para construir sus tejidos.
- Depósitos de chert formados por la acumulación de esqueletos silíceos de organismos microscópicos como radiolaria y diatomeas.

### Rocas sedimentarias químicas
Las rocas sedimentarias químicas se forman cuando los constituyentes minerales en solución se supersaturan y precipitan inorgánicamente. Entre las rocas sedimentarias químicas más comunes se encuentran la caliza oolítica y las rocas compuestas por minerales  evaporíticos, como la halita (sal gema), la silvita, la baritina y el yeso.

### Otras rocas sedimentarias
Esta cuarta categoría miscelánea incluye  toba volcánica y brechas volcánicas formadas por deposición y posterior cementación de fragmentos de lava erupcionados por volcanes, y brechas de impacto formadas tras eventos de impacto.

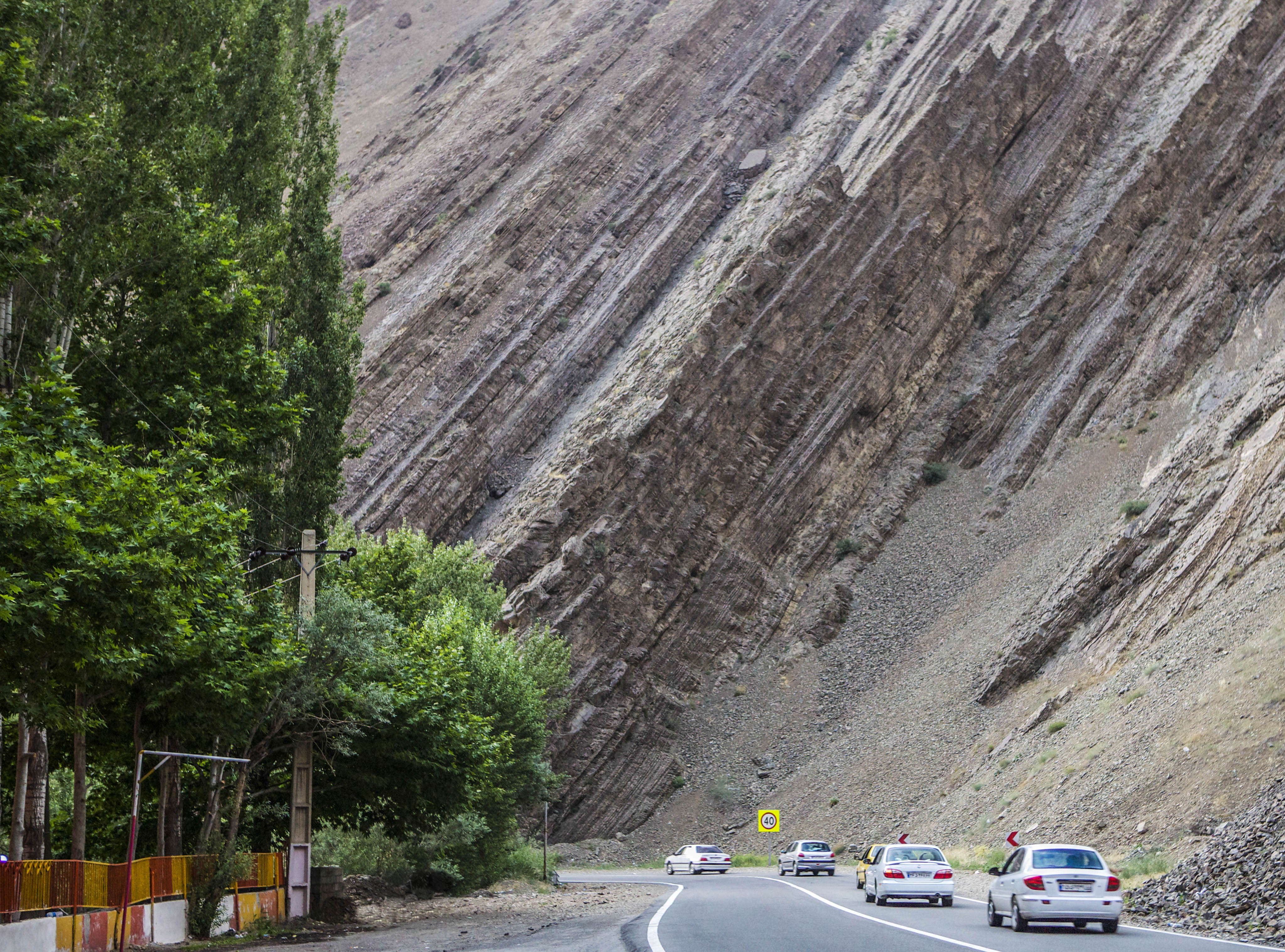
Estratos rocosos sedimentarios de fuerte buzamiento a lo largo de la Carretera de Calous en el norte de Irán.
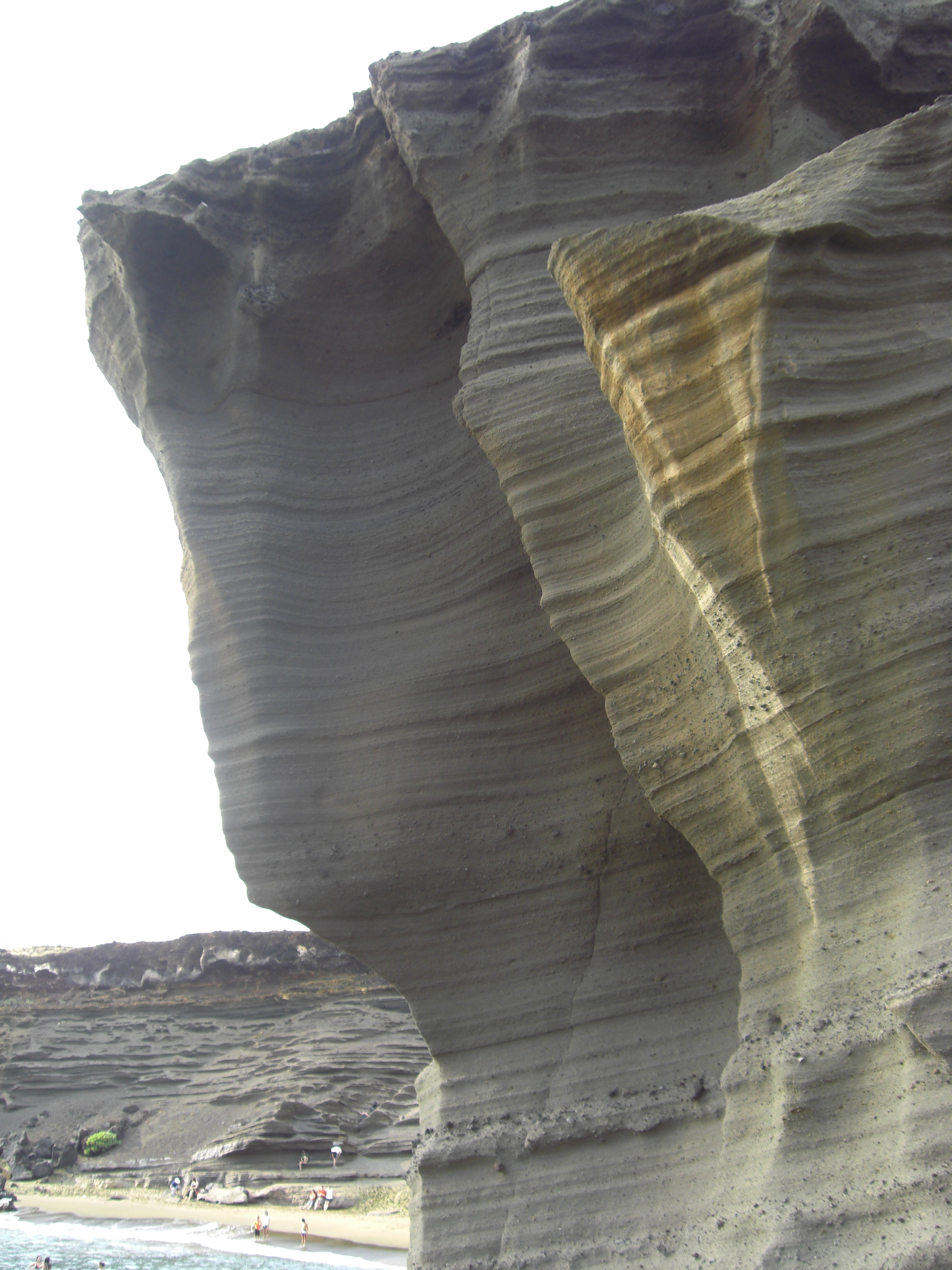
Restos estratificados de Puʻu Mahana cinder cone.

## Ambientes sedimentarios
Las características del sedimento dependen en parte de la forma en que se realice la sedimentación. Las condiciones físico-químicas del medio en el que ocurre la sedimentación tienen gran importancia en el depósito de sedimentos de carácter químico pues son dichas condiciones las que determinan la existencia de ciertos organismos de cuyos restos se forman sedimentos orgánicos.

### Ambientes sedimentarios continentales

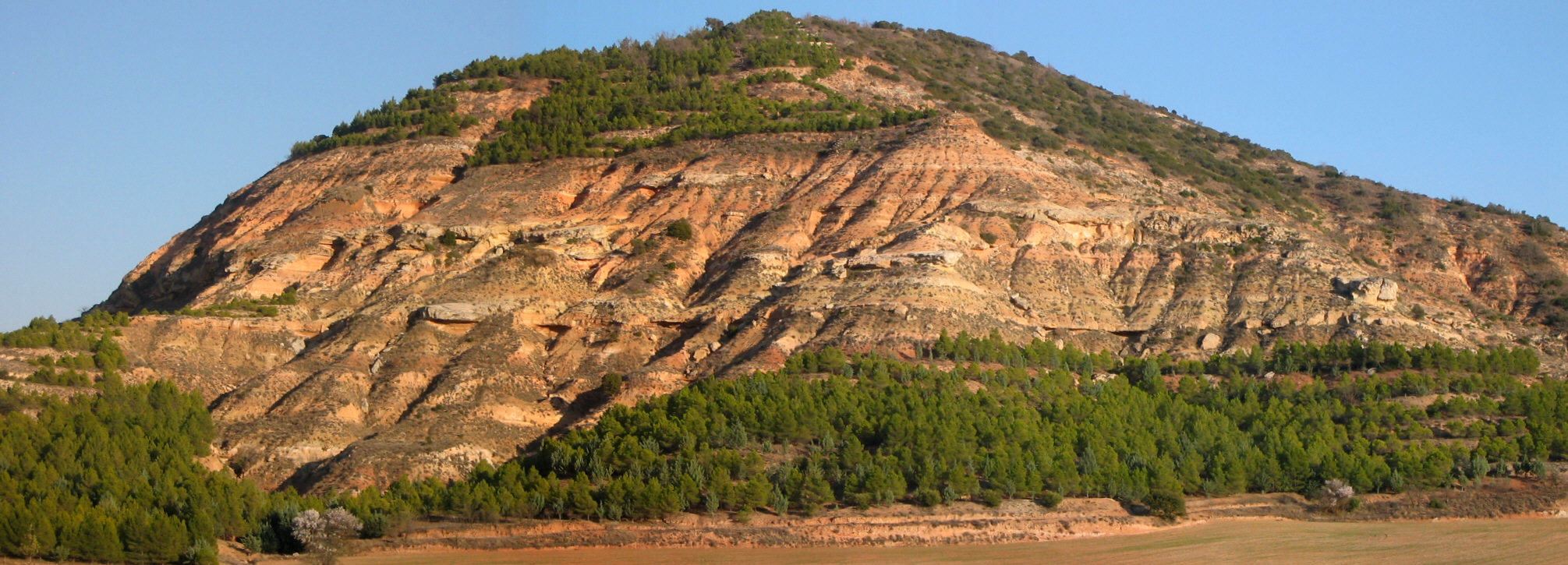
Sedimentos continentales de origen fluvial: facies de llanura de inundación y de relleno de paleocauces (Mioceno de Cuenca, España).

- Glaciar: Los depósitos dejados por un glaciar son principalmente la morrena frontal y la morrena de fondo; los materiales detríticos proceden de la meteorización mecánica de las rocas. Son sedimentos sin estratificación, con clastos angulosos y con materia orgánica casi nula.
- Desértico: Los clastos proceden de la meteorización mecánica de las rocas, pero han sido bien seleccionados durante el transporte eólico. Los ejemplos más representativos son:
  - Dunas: formadas por arena con un grosor de entre 4,76 y 0,074 milímetros
  - Loess: formados por limo con un grosor menor a 0,074 milímetros

Ambos ejemplos presentan estratificaciones cruzadas.
- Abanico aluvial: Depósitos detríticos en forma de abanico que se depositan por corrientes fluviales o torrenciales en zonas de cambio brusco de pendiente, normalmente al pie de las montañas. Pueden dar lugar a importantes acumulaciones de sedimentos en las cuencas sedimentarias de antepaís, en los frentes orogénicos, o en depresiones tectónicas muy subsidentes. Los materiales pueden ser desde conglomerados y areniscas con abundante matriz en las zonas proximales a lutitas (limos y arcillas) en las distales, las más alejadas de la cabecera del abanico. Los límites entre estratos no suelen estar muy definidos. Los materiales suelen estar mal seleccionados, poco maduros y los cantos angulosos o subredondeados.
- Fluvial: Los ríos transportan cantos y granos que solo han sufrido meteorización mecánica y sufren un transporte mecánico, pero también arrastran partículas de arcilla y sustancias en disolución.
- Lacustre y palustre: Presentan sedimentos detríticos intercalados con otros de carácter químico. Se encuentran en el fondo de lagos y pantanos. Son abundantes en materia orgánica en descomposición.
- Laguna costera: Se forman detrás de las barras de arena construidas por el oleaje cuando queda una porción de mar aislada; no obstante, la marea penetra en ellas por canales abiertos en la barra de arena, y vuelve a salir por ellos. Estas corrientes aportan arenas y limos que se depositan en fondo de la laguna costera.
- Deltaico: Es un ambiente mixto, con características de los ambientes fluviales, lacustre y pantanoso. Los sedimentos incluyen clastos gruesos y finos, precipitados químicos y materia orgánica.

### Ambientes sedimentarios marinos
Son más extensos y continuos que los continentales. Se encuentran tanto sedimentos detríticos como químicos y orgánicos.
- Nerítico: Situado sobre la plataforma continental, hasta unos 200 metros de profundidad; se acumulan sedimentos detríticos y es frecuente encontrar fósiles marinos.
- Batial: Sobre el talud continental entre 200 y 2000 metros de profundidad. Se sedimentan limos, arcillas y conchas de organismos planctónicos.
- Artistral: situado en planicies con influencia de acuíferos cercanos
- Abisal: Situado en los fondos alejados de la costa donde se acumulan barros orgánicos de composición silícea.[10]

## Tipos

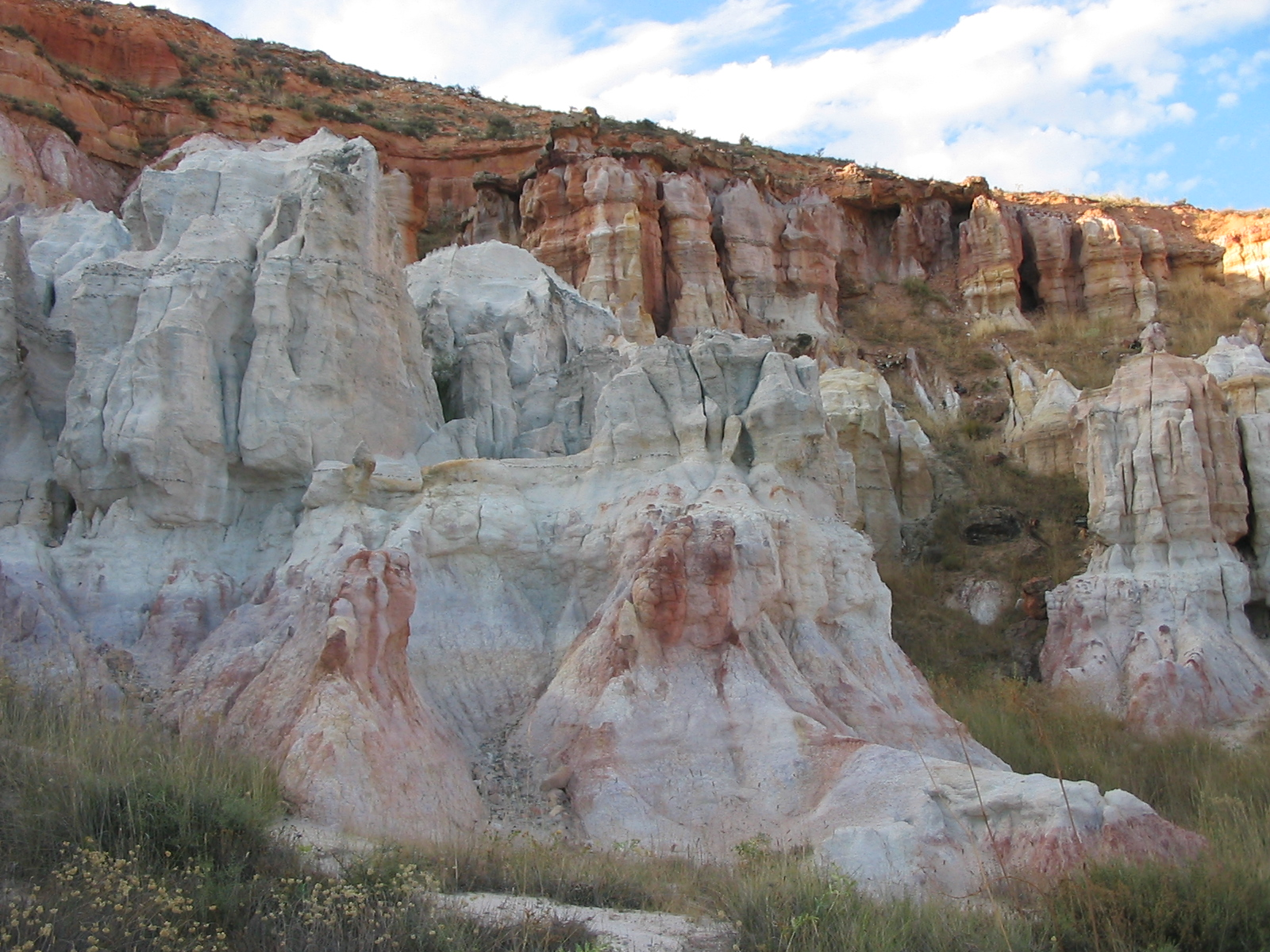
Rocas detríticas: Conglomerados, areniscas y lutitas caolínicas (en primer término). Formación Utrillas (Cretácico), en Soria, España.

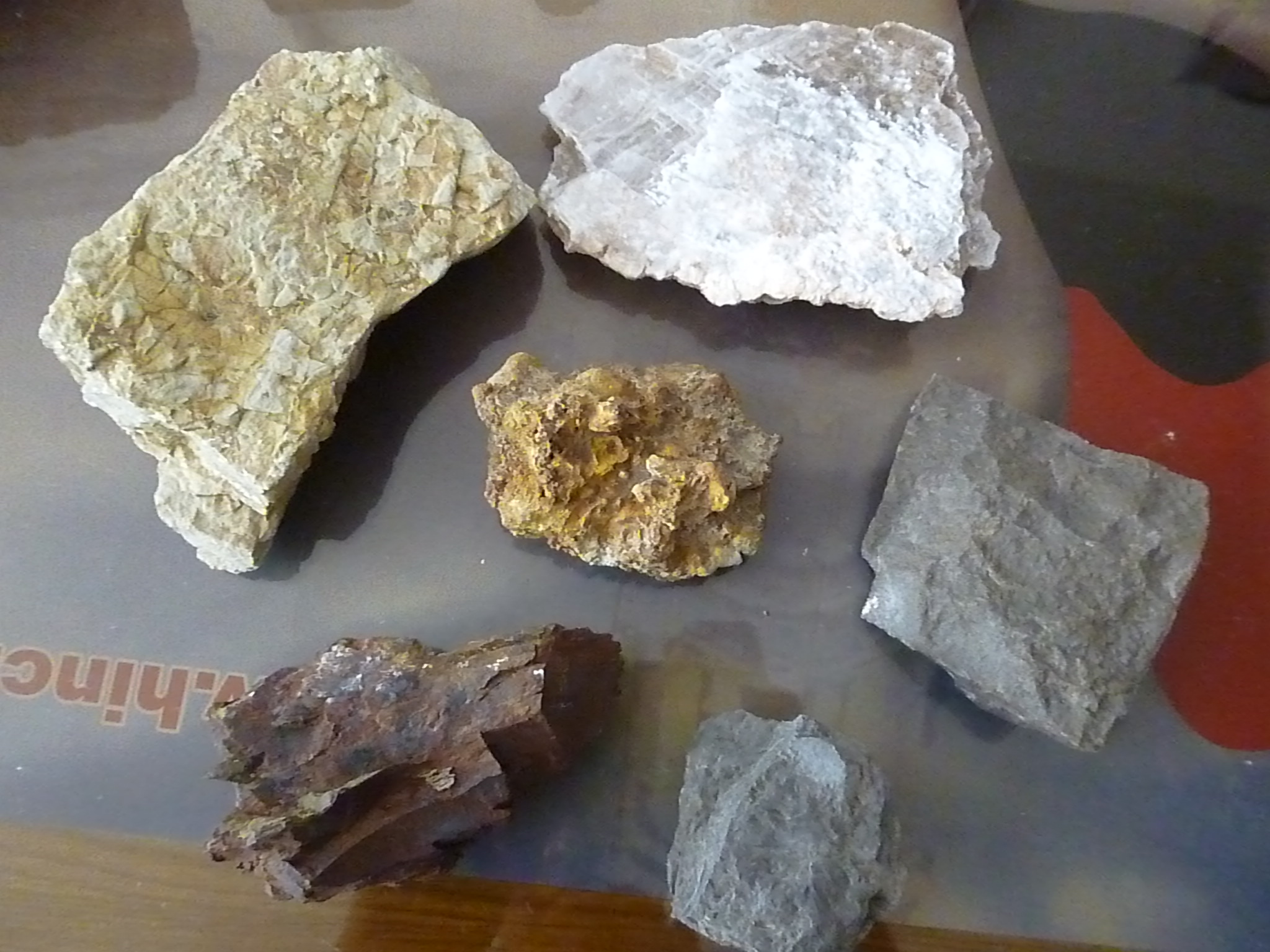
Ejemplos de rocas sedimentarias.

Pueden clasificarse por su génesis en:
- Rocas detríticas, formadas por acumulación de derrubios procedentes de la erosión y depositados por gravedad. Estas a su vez se clasifican sobre todo por el tamaño de los clastos, que es el fundamento de la distinción entre conglomerados, areniscas y rocas arcillosas.
- Rocas organógenas, las formadas con restos de seres vivos. Las más abundantes se han formado con esqueletos fruto de los procesos de biomineralización;[1] algunas, sin embargo, se han formado por la evolución de las partes orgánicas (de la materia celular), y se llaman propiamente rocas orgánicas (carbones).
- Rocas químicas o rocas de precipitación química, formadas por depósito de sustancias disueltas.[1] El mayor volumen corresponde a masas de sales acumuladas por sobresaturación del agua del mar. Cuando el agua de mar queda estancada, comienza a evaporarse y los minerales disueltos se precipitan, este proceso da origen a las evaporitas, por ejemplo el yeso y la sal gema.
- Margas, mezcla de rocas detríticas y rocas químicas (de origen químico).

Por su composición se clasifican en:
- Terrígenas (arcilla o limo (lutita), conglomerado, arenisca, etc.). Sedimentación y diagénesis de partículas de origen continental, con o sin influencia de precipitación de carbonatos marinos (marga). Cuando en su composición solo intervienen clastos de cuarzo u otros silicatos, o son los componentes principales, se denominan siliciclásticas.[11]
- Carbonáticas (caliza, dolomita, marga, etc.).
- Silíceas (diatomita, radiolarita, calcedonia, caolín, etc.). Sedimentación y diagénesis de partículas orgánicas silíceas; o de meteorización de granitos, ya que estos tienen gran cantidad de cuarzo.
- Orgánicas (carbón mineral, petróleo, etc.). Reducción de sedimentos orgánicos en medios palustres.
- Ferro-alumínicas (limonita, laterita, etc.). De procesos de meteorización de menas férrico-alumínicas.
- Fosfáticas (fosforitas sedimentarias, turquesa, etc.). De sedimentación y transformación del guano, o a partir de la precipitación de geles fosfatados en medios alumínicos.